# Rajon Zchinwali
Der Rajon Zchinwali (georgisch ცხინვალის რაიონი, Zchinwalis raioni; ossetisch Цхинвалы район, Zchinwaly rajon; russisch Цхинвальский район, Zchinwalski rajon) ist einer von vier Rajonen innerhalb der Verwaltungsstruktur der international von wenigen Staaten anerkannten Republik Südossetien. Sein Verwaltungssitz und Namensgeber ist die Hauptstadt der Republik, Zchinwali (ossetisch Zchinwal), das jedoch selbst nicht zum Rajon gehört. Die Fläche beträgt 695 km². Das Oberhaupt der Verwaltung ist Inal Puchaew.

## Geschichte
Er war einer der vier Rajone des Südossetischen Autonomen Gebiets, hieß aber bis in die 1960er Jahre nach dem zwischenzeitlichen Namen Zchinwalis Rajon Staliniri (nach Josef Stalin). Infolge der Aufhebung des Autonomiestatus 1989/1990 wurde der Rajon Zchinwali dem Rajon Gori (heute Munizipalität Gori der Region Innerkartlien) zugeordnet, wobei die Stadt Zchinwali den Status einer rajonunabhängigen Stadt behielt. Gemäß der georgischen Verwaltungsstruktur ist dies de jure weiterhin gültig, den Rajon Zchinwal gibt es in ihr nicht. In der Verwaltungsstruktur der Republik Südossetien wurde der Rajon Zchinwal wiederhergestellt; er befand sich zunächst jedoch in großen Teilen unter georgischer Kontrolle.
Nach Angaben von Human Rights Watch wurden 2008 im Laufe des Kaukasuskrieg die meisten von Georgiern besiedelten Dörfer von ossetischen Milizen zerstört. Vor dem Krieg wurde die Einwohnerzahl des Rajons mit insgesamt noch etwa 18.000 in 86 Dörfern angegeben, davon bei der Volkszählung 2002 im georgisch kontrollierten Teil 13.230, 2015 durch die südossetischen Behörden mit 7.793.
Bevölkerungsentwicklung
Anmerkung: Volkszählungsdaten